# Zahrākār
Zahrākār (persiska: زهراکار) är en ort i Iran.   Den ligger i provinsen Lorestan, i den västra delen av landet, 400 km sydväst om huvudstaden Teheran. Zahrākār ligger 1 024 meter över havet och antalet invånare är 279.
Terrängen runt Zahrākār är kuperad åt sydväst, men åt nordost är den platt. Zahrākār ligger nere i en dal. Runt Zahrākār är det ganska tätbefolkat, med 72 invånare per kvadratkilometer. Närmaste större samhälle är Vasīān, 0,56 km norr om Zahrākār. Omgivningarna runt Zahrākār är i huvudsak ett öppet busklandskap.